# Paratemnoides sumatranus
Espèce
Synonymes
- Paratemnus sumatranus Beier, 1935

Paratemnoides sumatranus est une espèce de pseudoscorpions de la famille des Atemnidae.

## Distribution
Cette espèce est endémique de Sumatra en Indonésie.

## Publication originale
- Beier, 1935 : Four new tropical Pseudoscorpionidea. Annals and Magazine of Natural History, sér. 10, vol. 15, p. 484-489.